# 12206 Prats
12206 Prats este o planetă minoră (asteroid) din centura de asteroizi. A fost descoperită pe 2 martie 1981 la Observatorul Siding Spring de Schelte J. Bus. 
Obiectul prezintă o orbită caracterizată de o semiaxă mare de 2,9784537 UAi, o excentricitate de 0,06, o înclinație de 2,27714 ° în raport cu ecliptica.